# Material inteligente

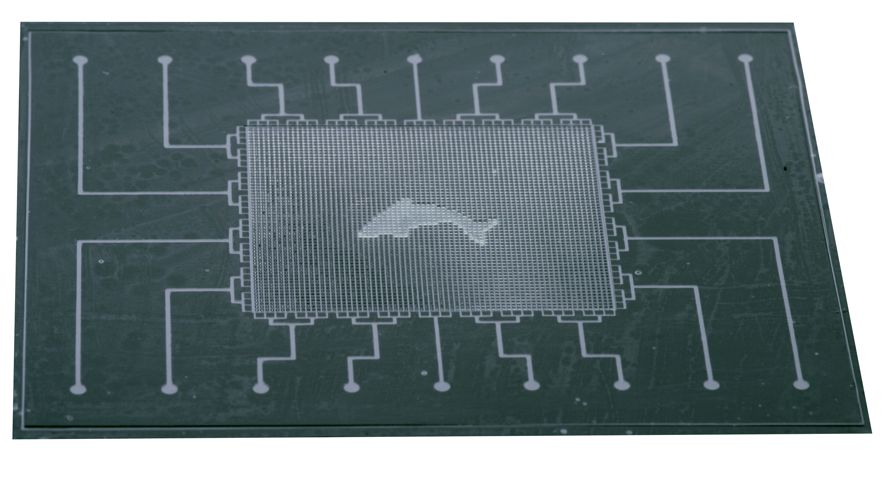
Pantalla táctil de alta resolución compuesta por 4.320 (60x72) píxeles de actuador basados en hidrogeles sensibles a estímulos. La densidad de integración del dispositivo es de 297 componentes por cm². Esta pantalla proporciona impresiones visuales (monocromáticas) y físicas (contornos, relieve, texturas, suavidad) de una superficie virtual.

Un material inteligente es aquel que posee una o más propiedades que pueden ser modificadas significativamente de manera controlada por un estímulo externo (tales como tensión mecánica, temperatura, humedad, pH o campos eléctricos o magnéticos) de manera reversible. 

## Tipos
Hay varios tipos de materiales inteligentes, por ejemplo:
- Materiales piezoeléctricos: Producen electricidad cuando se les aplica tensión mecánica. Este efecto también se produce de manera inversa, produciendo una tensión mecánica cuando se le aplica tensión eléctrica.
- Un polímero electroactivo: es un polímero que cambia sus propiedades en respuesta a la presencia de un campo eléctrico.
- Materiales con efecto térmico de memoria: Tienen la capacidad de cambiar su forma o deformarse de forma controlada al alcanzar cierta temperatura.
- Materiales con efecto magnético de memoria y con magnetostricción: Tienen la capacidad de cambiar su forma o deformarse en forma controlada en presencia de campos magnéticos. Los segundos además tienen la propiedad inversa de modificar su magnetización bajo la presencia de tensión mecánica.
- Polímeros sensitivos al a cambios en el pH del medio que los rodea.
- Halocromía: La capacidad de variar su color como resultado del cambio de acidez (por lo tanto de pH).